# Lepidolejeunea
Lepidolejeunea är ett släkte av bladmossor. Lepidolejeunea ingår i familjen Lejeuneaceae.
Kladogram enligt Catalogue of Life:
| Lepidolejeunea | \| \| Lepidolejeunea cordifissa \| \| \| \| \| \| Lepidolejeunea falcata \| \| \| \| \| \| Lepidolejeunea sullivantii \| \| \| \| |
|                | \| \| Lepidolejeunea cordifissa \| \| \| \| \| \| Lepidolejeunea falcata \| \| \| \| \| \| Lepidolejeunea sullivantii \| \| \| \| |
|                | Lepidolejeunea cordifissa |
|                | |
|                | Lepidolejeunea falcata |
|                | |
|                | Lepidolejeunea sullivantii |
|                | |